# هيفاء بيطار
د. هيفاء باسيل بيطار قاصة وروائية سورية. تعمل طبيبة اختصاصية في أمراض العيون وجراحتها وتعمل في مشفى اللاذقية الحكومي وعيادتها الخاصة. الدكتورة من مواليد مدينة اللاذقية عام 1960 كما انها عضو جمعية القصة والرواية في سوريا. ولها إنتاج قصصي وروائي غزير.

## أعمالها
- نساء بأقفال
- ورود لن تموت (قصص) 1992
- قصص مهاجرة (قصص) 1993
- ضجيج الجسد (قصص) 1993
- غروب وكتابة (قصص) 1994
- يوميات مطلقة (رواية) 1994
- قبو العباسيين (رواية) 1995
- خواطر مقهى رصيف (قصص) 1995
- فضاء كالقفص (قصص) 1995
- أفراح صغيرة، أفراح أخيرة (رواية) 1996
- ظل أسود حي (قصص) 1997
- موت البجعة (قصص) 1997
- نسر بجناح وحيد (رواية) 1998
- امرأة من طابقين (رواية) 1999
- الساقطة (قصص) 2000
- أيقونة بلا وجه (رواية) 2000
- امرأة من هذا العصر (رواية) 2007
- أبواب مواربة (رواية) 2007
- كومبارس (قصص) 1996
- عطر الحب (قصص)
- يكفي ان يحبك قلب واحد لتعيش (قصص)
- هوى (رواية) 2007
- وجوه من سوريا ( قصص ) 2013
- مطر جاف (قصص)
- جمولة { قصة قصيرة}